# Nomi (Japon)
Pour les articles homonymes, voir Nomi.
Nomi (能美市, Nomi-shi) est une ville située dans la préfecture d'Ishikawa, au Japon.

## Géographie

### Situation
Nomi est située dans le sud-ouest de la préfecture d'Ishikawa, au bord de la mer du Japon.

### Municipalités limitrophes
| Hakusan      | Kawakita | Hakusan |
| mer du Japon | Nomi     | Hakusan |
| Komatsu      | Komatsu  | Hakusan |

### Démographie
En juin 2022, la population de la ville de Nomi était de 49 718 habitants pour une superficie de 84,14 km2.

### Climat
Nomi a un climat continental humide caractérisé par des étés doux et des hivers froids avec de fortes chutes de neige. La température moyenne annuelle à Nomi est de 13,8 °C. La pluviométrie annuelle moyenne est de 2 098 mm, décembre étant le mois le plus humide. Les températures sont les plus élevées en moyenne en août, à environ 26,8 °C, et les plus basses en janvier, à environ 2,7 °C.

## Histoire
La zone autour de Nomi faisait partie de l'ancienne province de Kaga et contient de nombreuses ruines de la période Kofun. La région est devenue une partie du domaine de Kaga pendant la période Edo.
Le bourg moderne de Nomi a été créé le 1er avril 1889. Le 1er février 2005, les bourgs de Neagari, Tatsunokuchi et Terai sont intégrés à Nomi, qui obtient le statut de ville.

## Transports
Nomi est desservie par la ligne IR Ishikawa Railway de la IR Ishikawa Railway à la gare de Nomineagari.

## Jumelage
Nomi est jumelée avec Chelekhov en Russie.

## Personnalités liées à la municipalité
- Yoshirō Mori (né en 1937), ancien Premier ministre,
- Hideki Matsui (né en 1974), joueur de baseball,
- Yūsuke Suzuki (né en 1988), athlète.